# All About Lizzie
Pour les articles homonymes, voir Lizzie.
All About Lizzie est une web-série américaine écrit et réalisé par John Hopson en 2012.

## Synopsis
Une femme qui vit avec son ex-petit ami, est à la recherche d'une compagne.

## Fiche technique
- Titre original : Anyone But Me
- Réalisation : John Hopson
- Scénario : John Hopson
- Monteur : Mark Oguschewitz
- Directeur de la photographie : Brian Oliver, Laura Beth Love
- Producteur :
- Producteur exécutif :
- Société de production : The Fallen Studios
Roman Media Productions
- Pays d'origine :  États-Unis
- Langue d'origine : anglais américain
- Lieux de tournage : Hollywood, Los Angeles, Californie, États-Unis
- Genre : Comédie dramatique, romance saphique

## Distribution
- Allison Nichole Torres
- Corey Sligh
- Rachel Laurenne
- Anne McDaniels
- Jen Oda
- Lindsay Lamb
- Samantha Stewart
- Desi Ivanova
- Arielle Wyatt
- Tiffany Mualem
- Cooper Bombadil
- Ieva Georges
- Jillian Shields
- Christy Sturza
- Niyanta Acharya
- Jennifer Knighton
- Sumiko Braun
- Kyle Pacek

## Liste des épisodes
1. Épisode 01 : Pilot (2 octobre 2012)
2. Épisode 02 : Three's a Crowd (9 octobre 2012)
3. Épisode 03 : Bonds (13 septembre 2013)
4. Épisode 04 : We're Going Butch (20 septembre 2013)
5. Épisode 05 : Role Play (27 septembre 2013)
6. Épisode 06 : Secrets (4 octobre 2013)
7. Épisode 07 : Broken Promises (11 octobre 2013)
8. Épisode 08 : Bromance (18 octobre 2013)
9. Épisode 09 : Blow Me (25 octobre 2013)
10. Épisode 10 : The Truth Shall Set You Free (1er novembre 2013)
11. Épisode 11 : The Intervention (8 novembre 2013)
12. Épisode 12 : I'm Not Good with Long Good Byes (15 novembre 2013)